# Omar Andrés Narváez

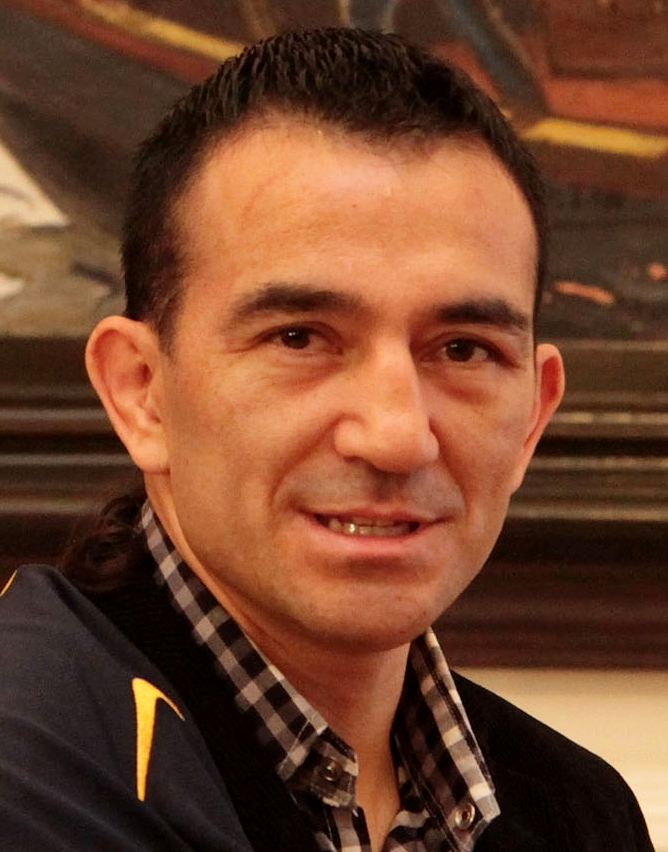
Omar Andrés Narváez (2012)

Omar Andrés Narváez (* 10. Juli 1975 in Trelew) ist ein argentinischer Boxer im Superfliegen- und Fliegengewicht.

## Karriere
Narváez nahm 1996 an den Olympischen Spielen teil, bei denen er in seinem zweiten Kampf dem Algerier Mehdi Assous unterlag. Vier Jahre später war in der gleichen Runde Wladimir Sidorenko aus der Ukraine stärker. Zahlreiche Medaillen bei Kontinental- und Weltmeisterschaften als Amateur seit 1997 führten zu seinem Wechsel ins Profilager; seinen ersten Kampf in diesem Bereich führte Narváez im Dezember 2000.
Am 13. Juli 2002 boxte Narváez im Fliegengewicht gegen Adonis Rivas um den Weltmeistertitel des Verbandes WBO und siegte durch einstimmige Punktrichterentscheidung. Diesen Titel verteidigte er 16 Mal und legte ihn im Jahre 2009 nieder, als er ins Superfliegengewicht wechselte. Bei seinem ersten Kampf in dieser Gewichtsklasse wurde er am 15. Mai 2010 mit einem einstimmigen Punktsieg über Everth Briceno WBO-Weltmeister. Diesen Titel verteidigte er insgesamt sieben Mal und verlor ihn Ende Dezember 2014 gegen Naoya Inoue durch K. o. in Runde 2. Beide verlorenen Titelkämpfe stellen seine einzigen Niederlagen bei 44 Siegen dar.